# The Body Lovers
The Body Lovers / The Body Haters – nazwy amerykańskiego eksperymentalnego projektu muzycznego założonego przez Michaela Girę w 1998. Jego dorobek artystyczny to dwa instrumentalne albumy wydane w latach 1998–1999.

## The Body Lovers:Number One of Three
Po rozwiązaniu grupy Swans w 1997 Michael Gira kontynuował karierę muzyczną w nowym neofolkowym zespole Angels of Light. Oprócz tego działał również solowo oraz udzielał się w rozmaitych pobocznych projektach. Jednym z nich był The Body Lovers, w którym artysta zajął się dalszym eksperymentowaniem z ambientowymi i post-rockowymi brzmieniami, co zapoczątkował już na albumach Swans: Die Tür ist zu i Soundtracks for the Blind. Efektem sesji nagraniowej, dokonanej z zaproszonymi muzykami, stała się płyta Number One of Three z 1998. Był to zestaw dziesięciu niezatytułowanych instrumentalnych utworów określanych przez twórcę jako ścieżka dźwiękowa do nieistniejącego filmu.
Lista utworów: 1. (13:56), 2. (5:32), 3. (10:00), 4. (6:13), 5. (5:01), 6. (5:20), 7. (3:53), 8. (8:51), 9. (8:58), 10. (5:40).

## The Body Haters:34:13
Tytuł pierwszego wydawnictwa projektu sugerował powstanie trylogii, lecz w kolejnych latach Michael Gira postanowił skupić się na pracy w Angels of Light i w rezultacie dwa kolejne albumy The Body Lovers nie doczekały się realizacji. Zarejestrowany wcześniej materiał pozwolił jednak na wydanie dodatkowej płyty pod zmienioną nazwą The Body Haters. Ukazała się ona w 1999 i zawierała jeden niezatytułowany dark ambientowy utwór.
Lista utworów: 1. (34:13).

## Reedycje
Oba albumy opublikowane zostały przez wytwórnię Michaela Giry, Young God Records. Na rynku amerykańskim sprzedawane były oddzielnie, z kolei wersja europejska z 1999 składała się z wydania dwupłytowego. Następnej reedycji dokonano w 2005 pod tytułem The Body Lovers / The Body Haters. Materiał został zremasterowany, ponadto nagranie z drugiej płyty zostało poprzedzone dodatkowym niezatytułowanym utworem (o długości 10:38).

## Twórcy
- Michael Gira – kompozytor, producent, gitary, harmonijka, klawisze, sample, dźwięki, głos
- Jarboe – głos, dźwięki
- James Plotkin – gitara elektryczna
- Norman Westberg – gitara elektryczna
- Bill Bronson – gitara basowa
- Phil Puleo – instrumenty perkusyjne
- Bill Rieflin – fortepian
- Birgit Staudt – akordeon
- Kris Force – altówka, wiolonczela
- Thomas Dodd – harfa
- Kurt Ralske – flugelhorn